# Група вікових лип (Жовківський район)
Гру́па вікови́х лип — ботанічна пам'ятка природи місцевого значення в Україні. Розташована в межах Жовківського району Львівській області, в центрі смт Куликів. 
Площа 0,2 га. Статус надано 1984 року. Перебуває у віданні Куликівської селищної ради. 
Статус надано з метою збереження кількох екземплярів старих лип. 

## Гаперея

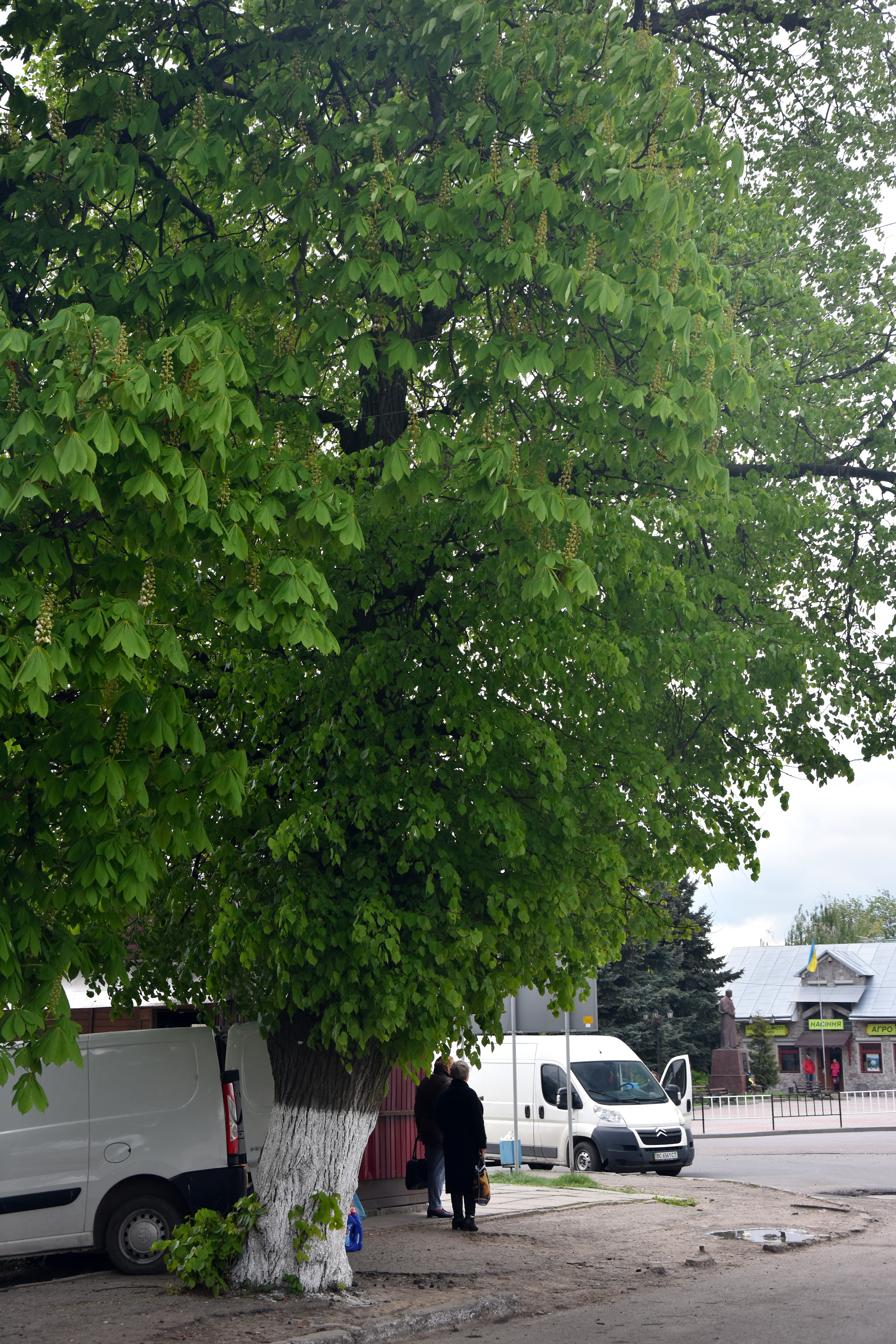
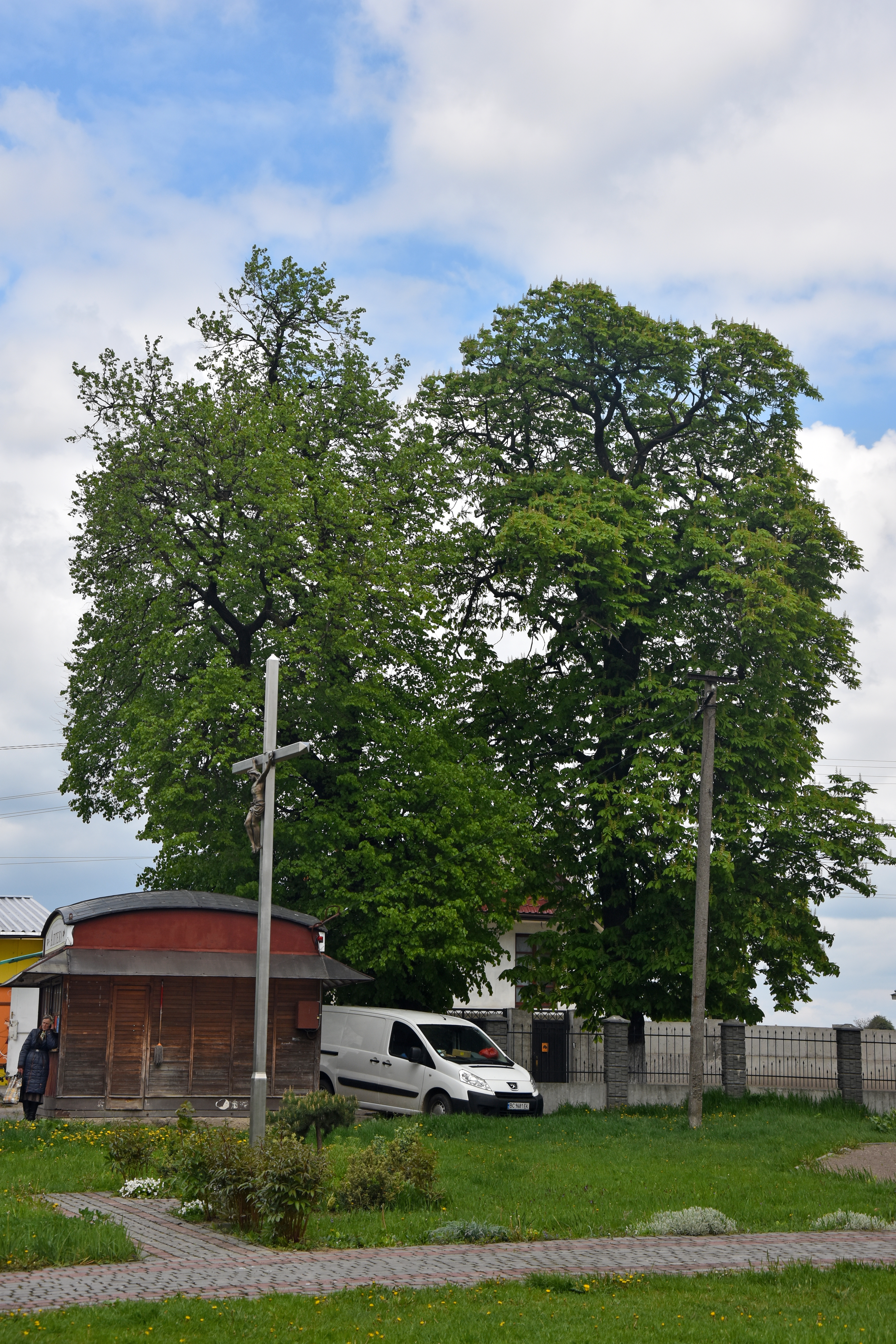